# Mariner 2
Mariner 2 fue la sonda espacial de la NASA de respaldo de la Mariner 1, cuya misión falló poco tiempo después del lanzamiento hacia Venus. El objetivo de la misión Mariner 2 fue volar hasta Venus y devolver datos sobre la atmósfera del planeta, su campo magnético, entorno de partículas cargadas y su masa. El Mariner 2 fue lanzado el 27 de agosto de 1962 y llegó a Venus el 14 de diciembre de ese mismo año, finalizando la misión el 3 de enero de 1963.
El 8 de septiembre de 1962, durante el vuelo, se detectó un fallo en el control de actitud, que fue restaurado por el giroscopio tres minutos después. No se conoce la causa, pero se cree que pudo ser una colisión con un objeto pequeño.
El 31 de octubre se produjo un fallo de uno de los paneles solares, lo que obligó a desconectar los instrumentos científicos. Una semana después el panel restauró la energía y los instrumentos empezaron a operar normalmente. El panel falló permanentemente el 15 de noviembre, pero el Mariner 2 estaba ya cerca del Sol y el otro panel fue suficiente para ofrecer la potencia necesaria para operar toda la nave.
El 14 de diciembre el Mariner 2 se acercó a Venus a unos 30° por encima del lado oscuro del planeta y pasó por debajo del planeta a una distancia de 34.773 km.
La última transmisión de la Mariner 2 fue recibida el 3 de enero de 1963, permaneciendo en una órbita heliocéntrica.

## Resultados de la misión
El Mariner 2 pudo detectar el lento movimiento de rotación retrógrada de Venus, detectó la temperatura superficial y las altas presiones en su superficie y también pudo detectar la predominancia del dióxido de carbono en su atmósfera. No detectó ningún campo magnético. Proveyó importantes datos sobre la masa del planeta.

## La nave
La Mariner 2 constaba una base hexagonal, 1.04 metros de ancho y 0,36 metros de espesor, que contenía seis compartimentos de magnesio en los que se almacenó la electrónica para los experimentos científicos, las comunicaciones, la codificación de datos, la informática, el tiempo, el control de inclinación y el control de energía, la batería y cargador de baterías, así como las botellas de gas para el control de inclinación y el motor de cohete. Encima de la base había un gran mástil con forma de pirámide donde se ubicaron los experimentos científicos, con los que la altura total de la nave espacial fue de 3.66 metros. Adjunto a cada lado de la base, había alas con paneles solares rectangulares con una longitud total de 5,05 metros y  0.76 metros de ancho. Unida por un brazo a un lado de la base y extendiéndose por debajo de la nave, había una gran antena parabólica. 

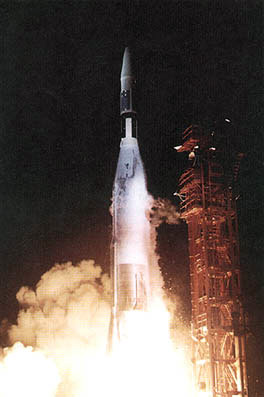
Lanzamiento del Mariner 2

El sistema de poder 2 estaba formada por las dos alas de celdas solares, uno de 183 cm por 76 cm y el otro 152 cm por 76 cm (con una extensión de 31 cm de dacrón (una vela solar) para equilibrar la presión sobre los paneles solares), que potencia la embarcación de forma directa o recarga de 1000 vatios-hora de sellado de plata pila de zinc, que se utilizó antes de los paneles se desplegaron, cuando los paneles no estaban iluminadas por el Sol, y cuando las cargas eran pesadas. Un poder de conmutación y el dispositivo regulador de refuerzo controlado el flujo de energía. Comunicaciones consistía en un transmisor 3 vatios capaces de funcionar de telemetría continua, la gran antena de alta ganancia antena direccional, una antena omnidireccional cilíndrico en la parte superior del mástil del instrumento, y dos antenas de comando, uno en el extremo de cualquiera de paneles solares, que recibió instrucciones para las maniobras de mediados de curso y otras funciones.
Las maniobras de propulsión para mediados de curso fueron gracias a un monopropelente (hidracina anhidra) 225 retro N-cohete. La hidracina fue encendida utilizando el tetróxido de nitrógeno y pastillas de óxido de aluminio, y la dirección de empuje fue controlada por cuatro paletas situadas por debajo de la cámara de empuje. El control de actitud con un grado de error 1 fue gestionada por un sistema de chorros de gas nitrógeno. Se utilizó al Sol y la Tierra como referencia para la estabilización de actitud. El calendario general y el control fue realizado por un ordenador central digital y el secuenciador. El control térmico se logró mediante el uso de la pasiva refleja y la absorción de superficies, los blindajes térmicos, persianas y muebles.
Los experimentos científicos estaban montados en el mástil del instrumento y de base. Un magnetómetro se adjuntó a la parte superior del mástil, debajo de la antena omnidireccional. Los detectores de partículas fueron montados a media altura del mástil, junto con el detector de rayos cósmicos. Un detector de polvo cósmico y el detector solar del espectrómetro de plasma se adjuntaron a los bordes superiores de la base de la nave espacial. Un radiómetro de microondas y un radiómetro de infrarrojos y los cuernos radiómetro de referencia fueron rígidamente montados a una antena parabólica de 48 cm de diámetro,  un radiómetro  fue montado en la parte inferior del mástil. Todos los instrumentos fueron operados durante todo el crucero y los modos de encuentro, excepto los radiómetros, que sólo se utilizó en las inmediaciones de Venus.

## Programa Mariner
- Datos: Q208984
- Multimedia: Mariner 2 / Q208984